# Marta Gens i Barberà
Marta Gens i Barberà (el Morell, Tarragonès, 30 de desembre del 1969) és una exjugadora de voleibol catalana, considerada una de les millors jugadores del panorama català i estatal.
Receptora-atacant, començà a jugar al Club Voleibol Altafulla i Club Voleibol Torredembarra (1985-86). S'incorporà a les categories juvenils del RCD Espanyol l'any 1986 i debutà amb el primer equip amb divuit anys. Amb el conjunt blanc-i-blau guanyà dues Lligues espanyoles (1987-88 i 1990-91), una Copa de la Reina (1990) i quatre Lligues catalanes. El 1990 s'incorporà al programà ADO per la preparació esportiva als Jocs Olímpics de Barcelona 1992, i temporalment, abandonà el club la temporada 1991-92. Obtingué el subcampionat d'Europa amb el Múrcia l'any 1995. Acabà la seva dilatada carrera com a jugadora en actiu l'any 2005, i posteriorment s'ha dedicat a entrenar l'equip de la seva població natal, el Morell, que juga a la Tercera Divisió.
Ha estat 315 vegades internacional amb la selecció espanyola. L'any 1987 entrà a la selecció júnior, i a l'any següent ja s'incorporà a la sènior, d'on va ser-ne capitana a partir de l'any 1994. L'any 1988 va ser nomenada millor jugadora juvenil del campionat d'Espanya, el 1998 "Millor jugadora nacional" i el 2001 "Millor jugadora espanyola del segle".

## Trajectòria
- Club Voleibol Múrcia (1993-95)
- Vigetano Moreschi, club de l'A2 italiana (1998-99)
- Club Voleibol del Morell (com a entrenadora) (2005-)

## Palmarès
Clubs
- 6 Lliga espanyola de voleibol femenina (1987-88, 1990-91, 1993-94, 1994-95, 1995-96 i 1999-00)
- 4 Copes espanyoles de voleibol femenina (1990, 1993, 1996, 2000)
- 1 Copa d'Itàlia de voleibol femenina (1999)

Individual
- Millor jugadora de voleibol espanyola del segle XX (2001)